# Алексеевка (Большеболдинский район)
Алексеевка(ранее Алексеевское) — село в Большеболдинском районе Нижегородской области. Входит в состав Молчановского сельсовета.
Расположено в 25 км от границы с Республикой Мордовия ,210 км от областного центра Нижний Новгород,и в 52 км от железнодорожной станции Ужовка.

## История
Селение получило свое название от имени святителя Алексия — Митрополита Московского и всея Руси. Основателями селения были представители древнего дворянского рода Ахматовых, занесенных в дворянскую родословную книгу Нижегородской губернии по Сергачскому и Лукояновскому уездам.Точная дата основания села Алексеевка не известна, датируется в период XIV—XVI веков.
До 1779 года входило в состав Арзамасской губернии, а после 1779 года село вошло в состав Сергаческой губернии, до 1917 село Алексеевка была центром Старо-Ахматовской волости (сельского совета), а уже в 1917 году вошла в состав Черновской волости.

## Сельское хозяйство
Единственным предприятием Алексеевки является молочно-товарная ферма входящая в состав ОАО"АГРОФИРМА БОЛДИНО".На этой ферме трудятся жители Алексеевки,а так же других сел Большеболдинского района.Основное предназначение фермы является производство молока.
Жители села трудятся не только на данной ферме ,так как содержат и свое собственное хозяйство(коров,телят,свиней,кур,гусей,уток и тд.).

## Церковь

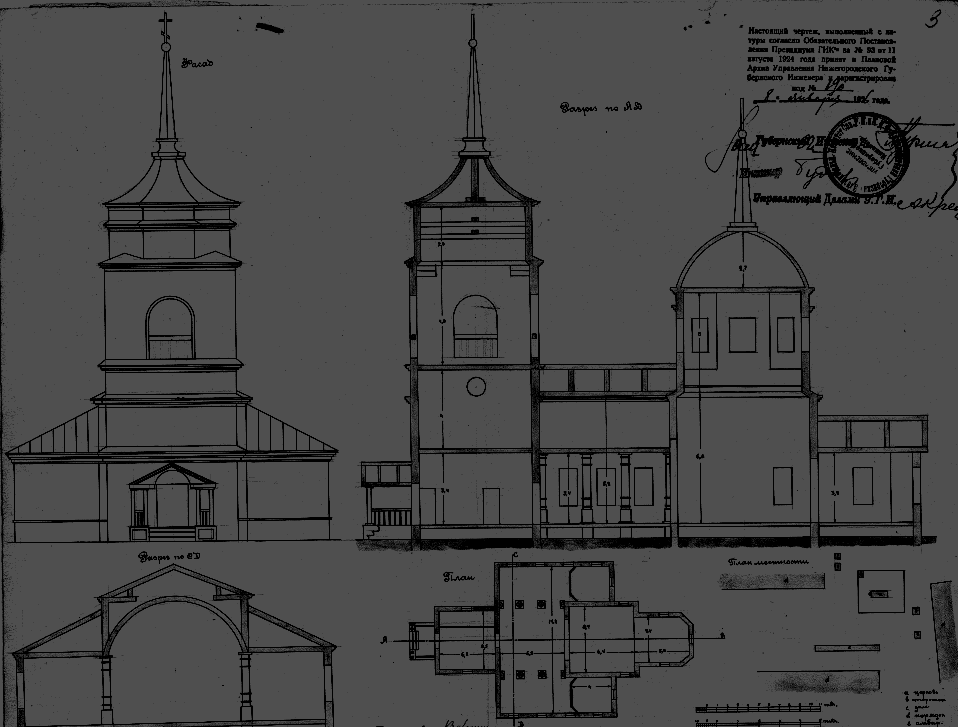
План Алексеевской церкви в 1845 году

Подтверждаемая письменными источниками история возникновения первой в Алексеевке церкви восходит к началу восемнадцатого столетия.Храм был построен в 1714 году находящейся в родстве с Ахматовыми Анною Ивановной Засецкою.Церковь была деревянной с двумя престолами. Святые престолы в ней были посвящены: главный — святого пророка Ильи, придельный — Иверской Божией Матери.  Храм, построенный землевладелицей Алексеевки А. И. Засецкой, просуществовал до 1845 года. Пришедший в ветхость, он был закрыт и разобран.Строительство новой церкви в Алексеевке началось еще задолго до закрытия старой, местные землевладельцы Ахматовы начали заготовлять материалы для ее строительства.Старожилы села рассказывали, что лес для нового храма рубился за деревнею Малым Казариновым. Алексей Асафович Ахматов возил лес для церкви из села Калапина Лукояновского уезда, а Петр Антонович Ахматов доставлял лес из Лыскова.Однако впоследствии неизвестно по чьему распоряжению бурмистр Петр Чернышев, приготовленный для строительства церкви лес перевозил в село Аносово и построил из него амбары. Строительство храма было отложено.Строительство новой церкви в селе начал Алексей Асафович Ахматов,но вскоре он умер. После его смерти к строительству церкви приступила его вдова Варвара Борисовна Ахматова. Другие владельцы Алексеевки помогали ей крепостными плотниками. Так, сын Петра Антоновича Алексей Петрович Ахматов привез мастеровых из села Никулина соседней Симбирской губернии, а Федор Федосеевич — из села Аненкова Нижегородской губернии. При разборке старой церкви годный материал использовался при строительстве новой.При строительстве нового храма с левой его стороны был сооружен придел во имя святителя Николая, с правой — во имя святителя Алексия,Митрополита Московского и всея Руси.Новая церковь в селе Алексеевское была построена в 1845 году и освящена в честь Казанской Божией Матери.В 1879 году местный землевладелец Петр Николаевич Ахматов по завещанию умершего своего дяди, бывшего обер-прокурора Святейшего Синода Алексея Петровича Ахматова вложил 2000 рублей в банк, которые вместе с процентами должны пойти на сооружение в селе Алексеевское нового каменного храма.Прихожане Алексеевского церковного прихода с самого основания селения были крепостными Ахматовых и жили в основном в одном селе. И прихожан было немало. Но в середине девятнадцатого столетия помещики села Алексеевского, имея поместья в других губерниях, едва «не растащили весь приход по сторонам». В 1841 году Алексей Петрович Ахматов половину своих крестьян переселил из Алексеевки в село Никулино-Симбирской губернии, а другую половину — в село Аносово Нижегородской. В 1857 году Федор Федосеевич Ахматов всех крестьян своих вколичестве 123-х душ переселил в село Качим Пензенской губернии. А Варвара Борисовна Ахматова со своими людьми перебралась в село Гуляево Лукояновского уезда.Алексеевская приходская церковь осталась в поле только с домами причта в полверсте от селения Алексеевского, в котором остались только 103 ревизские души. Земли, с которых были выселены крестьяне, были обращены в пустоши. В пользовании церковного причта находилось 69 десятин земли.Но шло время. Алексеевка снова возрождалась, возрождался и церковный приход. К началу двадцатого столетия в Алексеевском церковном приходе насчитывалось более пятисот прихожан.

## Население

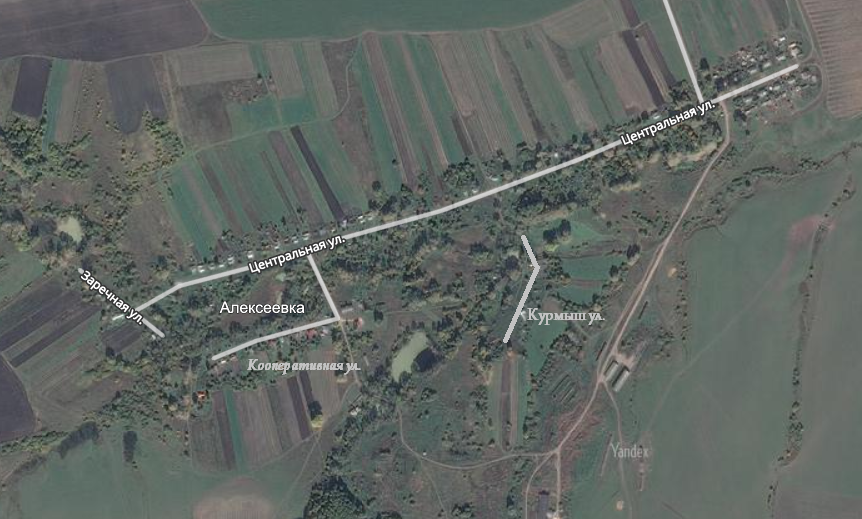
с.Алексеевка со спутникас указанием улиц.

Численность населения за последние десять лет значительно сократилась и на 2016 год составляла 112 человек, проживающих на 4 улицах: ул.Центральной ,ул. Заречной, ул.Кооперативной, ул.Курмыш.
| 1999 | 2002 | 2010 |
| ---- | ---- | ---- |
| 178  | ↘152 | ↘119 |